# Breutelia pendula
Breutelia pendula är en bladmossart som beskrevs av Mitten 1859. Breutelia pendula ingår i släktet gullhårsmossor, och familjen Bartramiaceae. Inga underarter finns listade i Catalogue of Life.